# 迈克尔·哈迪·博伊斯
迈克尔·哈迪·博伊斯爵士，GNZM，GCMG，QSO（英語：Sir Michael Hardie Boys，1931年10月6日—2023年12月29日）是新西兰法官及政治人物，1996年至2001年間任第十七任新西兰总督。

## 生平
迈克尔爵士毕业于维多利亚大学，获艺术学士和法律学士学位。1980年成为新西兰高等法院法官，1989年到上诉法院，同一年他成为英国枢密院成员。1994年被授于格雷律师学院（Gray's Inn）荣誉Bencher，并当选剑桥大学沃尔森学院荣誉院士兼客座研究员。1995年被授于聖米迦勒及聖喬治大十字骑士勳章，1996年获新西兰功绩勋章和圣约翰骑士勋章（Order of St John)。
1996年3月21日迈克尔被任命为新西兰总督，任期结束后，他和他的妻子被授予女王勋章。
1957年迈克尔·博伊斯和瑪莉·佐赫拉布（Mary Zohrab）结婚。他们有两个儿子、两个女儿和八名孙子。在总督退休后，他曾担任基里巴斯高等法院法官。他生前住在怀卡奈（Waikanae）。